# Bristol Motor Speedway

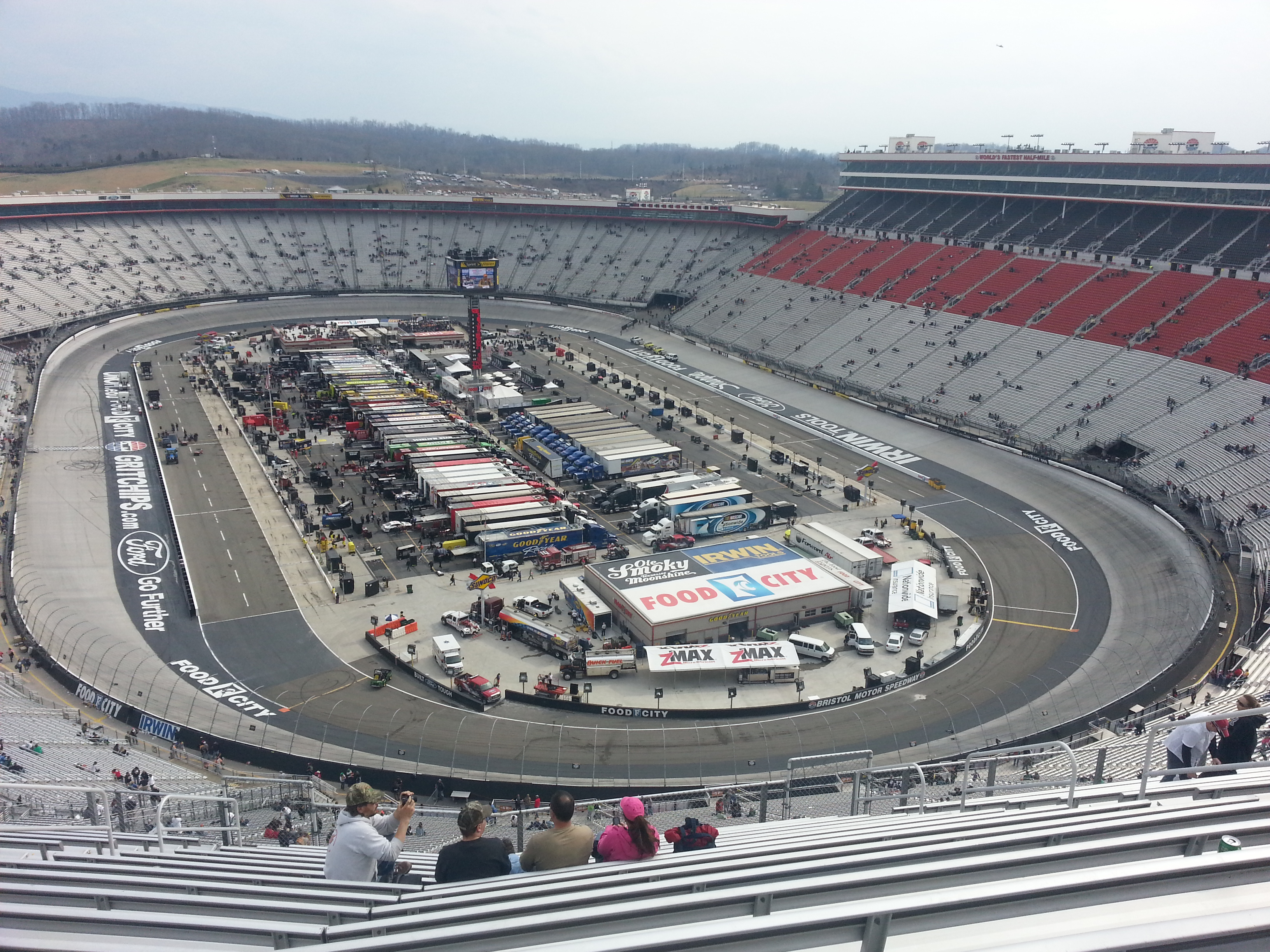
Panoramica del Bristol Motor Speedway. Nel 2016 il pilone del punteggio è stato sostituito da un nuovo schermo sospeso.

Il Bristol Motor Speedway, in passato, Bristol International Raceway e Bristol Raceway, è un circuito automobilistico statunitense situato a Bristol nel Tennessee. L'autodromo è di proprietà della Speedway Motorsports, ha una capacità di 162.000 persone.

## Record
- Il giro più veloce nel complesso: Brian Gerster, 12.742 s (242.343 km/h) 1 ottobre 2011.
- Qualifiche della serie NASCAR di Monster Energy: Ryan Blaney, 14.528 s (212.556 km/h), 5 aprile 2019.
- Monster Energy NASCAR Cup Series Race (500 giri): Charlie Glotzbach, 2 h, 38 min, 12 s (162.663 km/h), 11 luglio 1971.
- Qualifiche serie NASCAR Xfinity: Kyle Larson, 14.992 s (205.977 km/h), 22 aprile 2017.
- NASCAR Xfinity Series Race (300 giri): Kyle Busch, 2 h 13 min 59 s (115,239 km/h, 25 marzo 2006.
- Gara NASCAR Xfinity Series (250 giri): Harry Gant, 1 h 26 min 2 s (149,555 km/h, 4 aprile 1992.
- Qualificazioni Truck Series NASCAR Gander Outdoors: Kyle Busch, 14.827 s (208.270 km/h, 16 agosto 2017.
- NASCAR Gander Outdoor Truck Series Race (200 giri): Travis Kvapil, 1 ora 12 min 1 s (142.931 km/h, 20 agosto 2003.
- Qualifiche del Tour Modificato NASCAR Whelen: Woody Pitkat, 14.654 s (210.728 km/h, 2015.
- ASA Late Series Qualifying: Justin Larson, 15.147 s (203.868 km/h, 2008.
- Il 25 marzo 2007, la prima gara con il nuovo design di auto della NASCAR, la "Car of Tomorrow" (COT) è stata lanciata al Bristol Motor Speedway. Jeff Gordon ha conquistato la prima pole in una Car of Tomorrow, e Kyle Busch ha vinto la gara, diventando il primo vincitore del COT.
- Il 25 agosto 2008 allo Sharpie 500, il Bristol Motor Speedway ha stabilito il Guinness World Record per la più grande card stunt mai eseguita. L'esibizione è stata eseguita dai fan della NASCAR che hanno partecipato all'evento durante l'inno nazionale ed è iniziata con una bandiera americana che copriva gli stand durante l'inno nazionale per poi essere seguita dalla pubblicità di una Sprint Nextel Fan Sweepstakes.
- Il Bristol Motor Speedway è un vero anfiteatro, completamente recintato da posti a sedere, contiene 165.000 persone, che lo rendono tra i più grandi al mondo. In confronto, la capienza del Colosseo romano era di 50.000 persone e il Circo Massimo, un ippodromo, poteva ospitare circa 150.000 spettatori.

## Curiosità

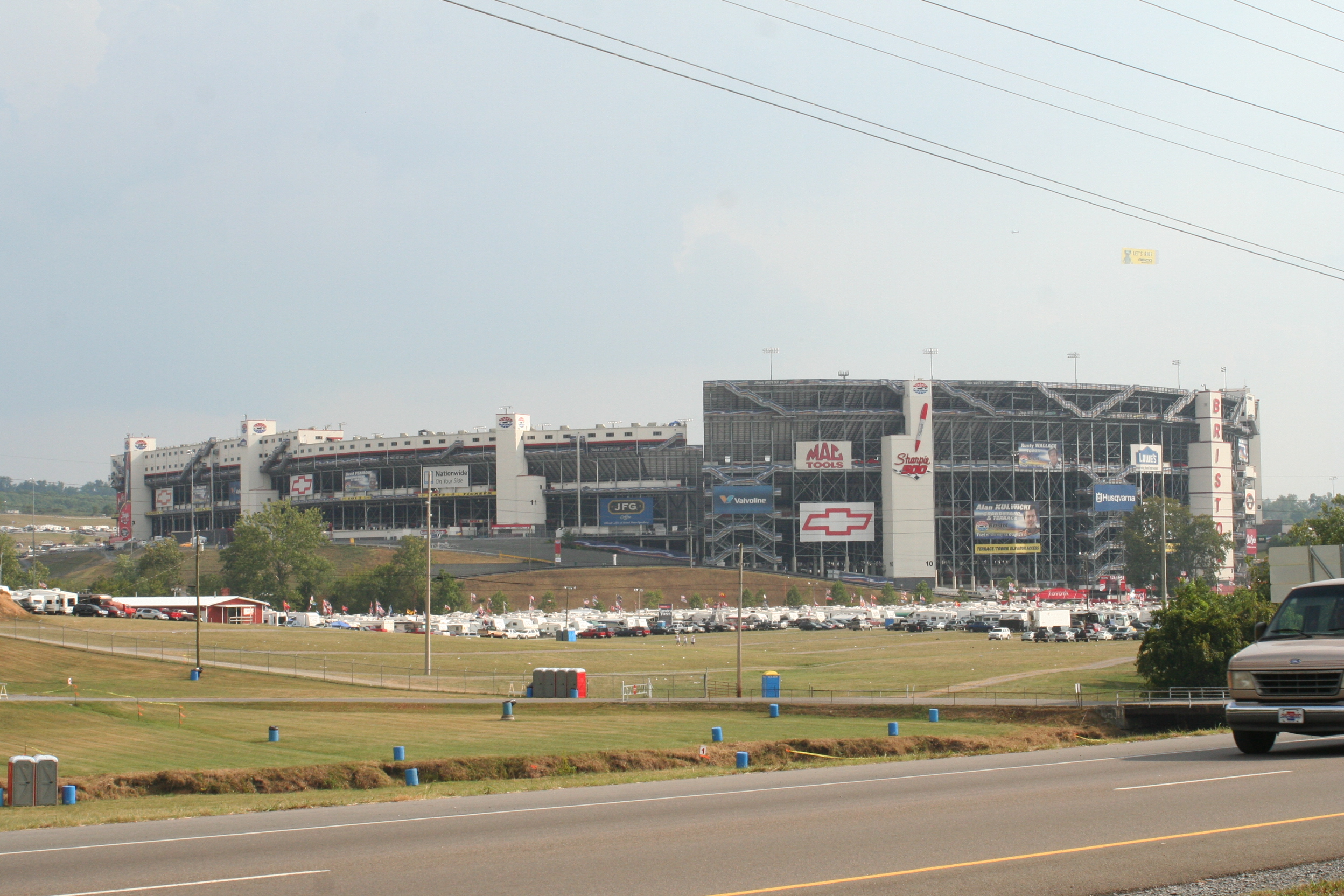
Esterno del circuito

- Nel film Cars - Motori ruggenti la gara iniziale si svolge a Nashville, ma in un circuito ispirato al Bristol Motor Speedway.[1]